# Miroslav Antić
Miroslav Antić, ps. „Mika” (cyr. Мирослав Антић; ur. 14 marca 1932 w Mokrinie, zm. 24 czerwca 1986 w Nowym Sadzie) – serbski pisarz, reżyser filmowy i scenarzysta.

## Życiorys
Ukończył slawistykę i pracował jako dziennikarz dla nowosadzkiego czasopisma Dnevnik. Tworzył opowiadania, dramaty i wiersze. Jego twórczość liryczna była wzorowana m.in. na wierszach Miloša Crnjanskiego. Jego najważniejszym dziełem był zbiór poezji dla dzieci Plavi čuperak z 1965 roku. Łącznie napisał około trzydziestu książek.
Jako reżyser nakręcił 14 filmów dokumentalnych i 2 filmy fabularne. Był także scenarzystą.

## Wybrana filmografia
- Druga obala (1967)
- Sveti pesak (1968)
- Doručak sa đavolom (1971)